# Mathiá (Héraklion)
Mathiá, en grec moderne : Μαθιά est un village du dème de Minóa Pediáda, en Crète, en Grèce. Selon le recensement de 2011, la population de Mathiá compte 167 habitants. Il est situé à une altitude de 650 m et à une distance de 50 km de Héraklion.